# Ecteinascidia modesta
Ecteinascidia modesta is een zakpijpensoort uit de familie van de Perophoridae. De wetenschappelijke naam van de soort werd in 2001 voor het eerst geldig gepubliceerd door Claude en Françoise Monniot, Griffiths & Schleyer.